# Euryptilium gillmeisteri
Euryptilium gillmeisteri är en skalbaggsart som beskrevs av Flach 1889. Euryptilium gillmeisteri ingår i släktet Euryptilium, och familjen fjädervingar. Arten har ej påträffats i Sverige.